# Гило (Иерусалим)
Гило́ (ивр. גִּלֹה‎) — район в юго-западной части Восточного Иерусалима, основанный в 1971 году. Это самый высокий район Иерусалима — 857 метров над уровнем моря. Население — 40 000 человек, в основном еврейских жителей.

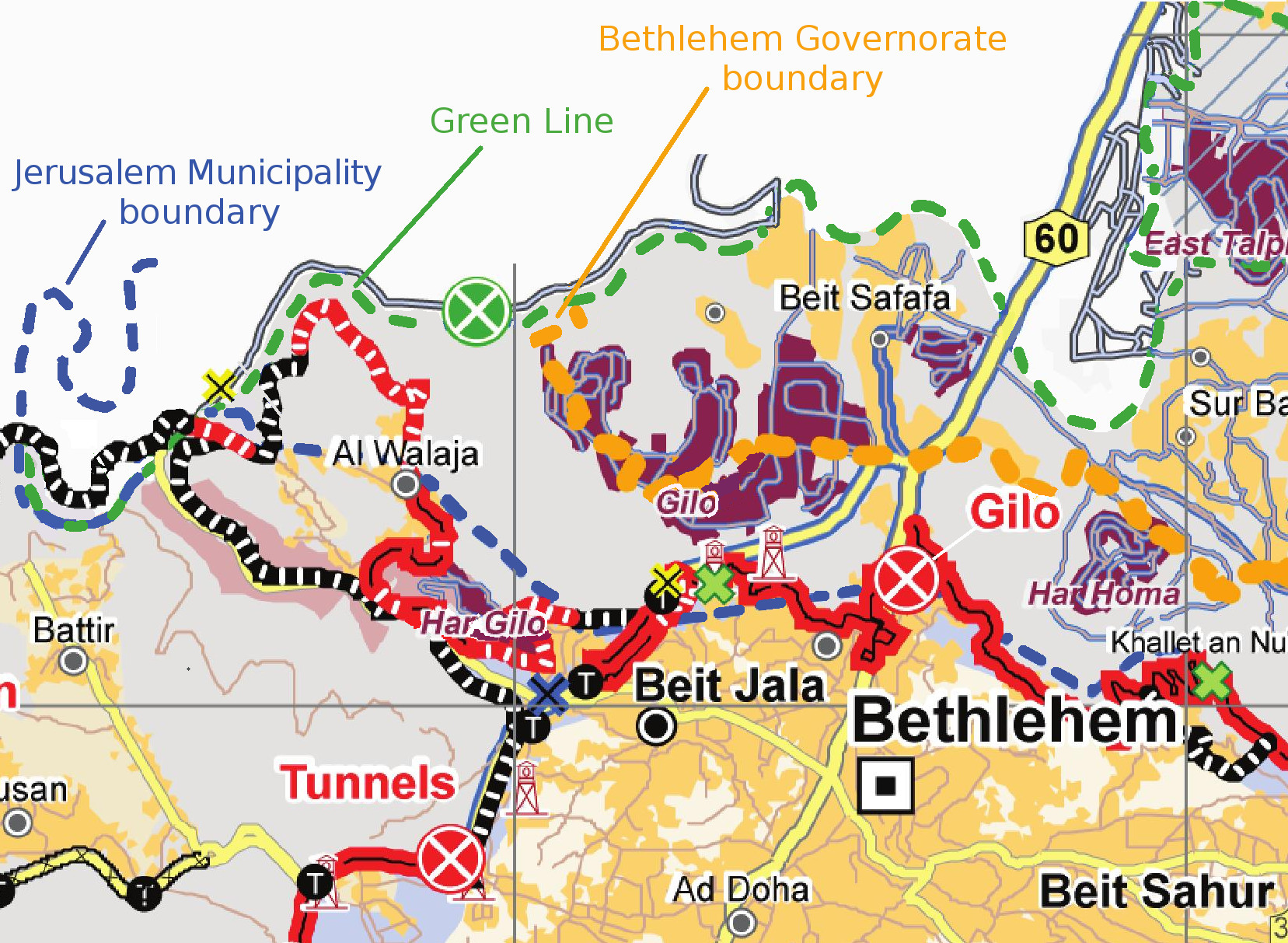
Карта области Гило

Хотя Гило расположен в Иерусалимe, он считается (в частности, ООН, ЕС и Палестинской Администрацией) поселением, потому что он был построен на Западном берегу, который был возвращён Израилем после шестидневной войны. Международное сообщество считает израильские поселения незаконными по международному праву, хотя Израиль оспаривает это. С точки зрения Израиля, Гило является не поселением, а частью Иерусалима.

## География

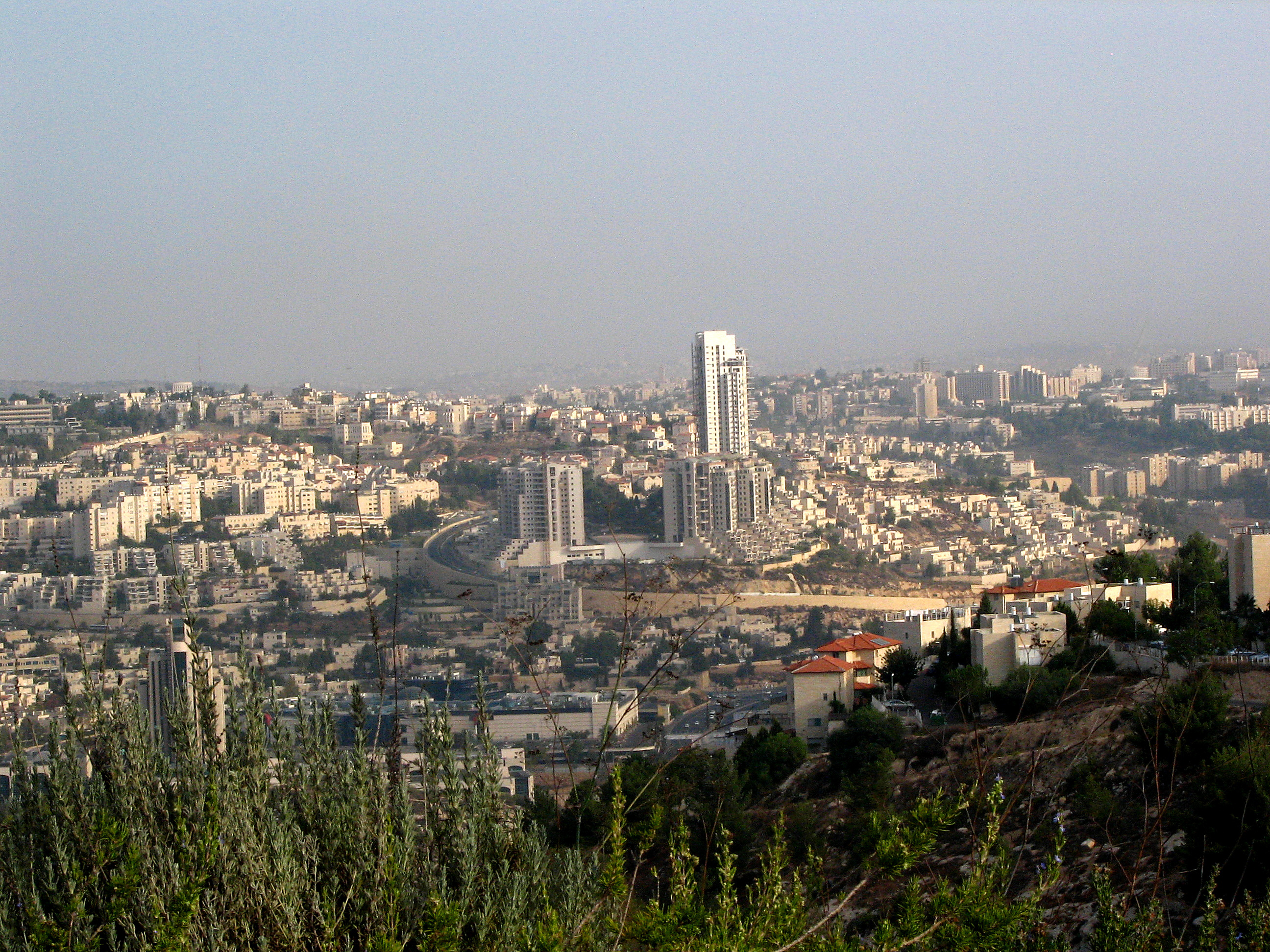
Панорамный вид Иерусалима из Гило

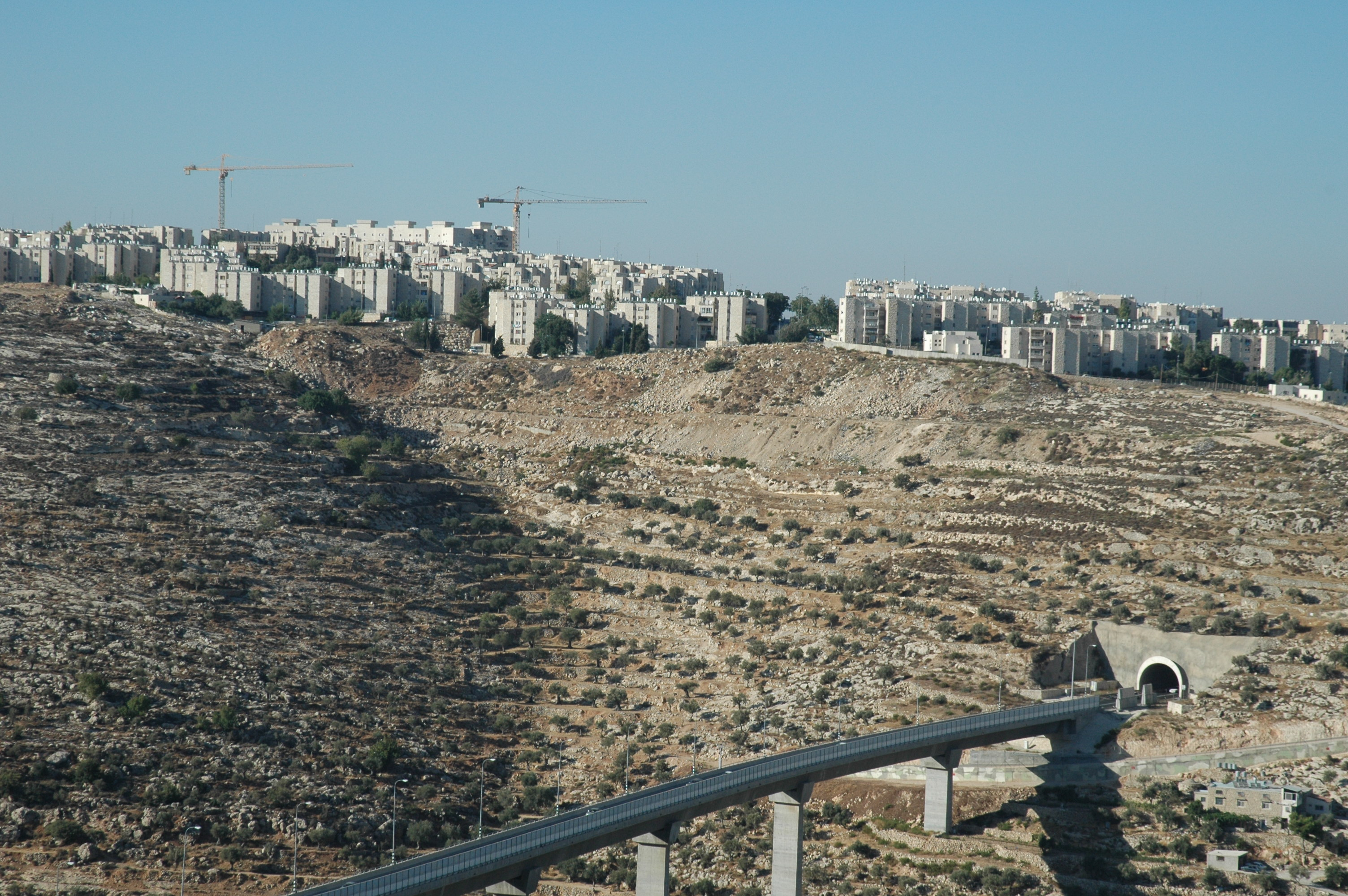
Вид Гило из Бейт-Джалы

Гило находится на вершине холма в юго-восточном Иерусалиме, и отделен от Бейт-Джала глубоким ущельем. Под Гило проходит туннель в Гуш-Эцион на восток. Поселение Хар-Гило видно на соседней вершине. Бейт-Сафафа и Шарафат расположены к северу от Гило, а Вифлеем — на юге.

## История

### Библейская эпоха
В Гило найдено и раскопано древнее поселение периода железного века I (1200—1000 гг. до н. э.). Южная часть Гило считается одним из самых ранних израильских поселений того периода. Участок был окружен оборонительной стеной и разделен на большие дворы, возможно, кошары, с домами по краям. Здание на объекте являются одними из самых ранних примеров архитектуры израильтян железного века.
Библейский город Гило упоминается в Библии в Нав. 15:51 и в 2Цар. 15:12. Некоторые ученые считают, что библейский Гило был расположен в центральной части Хевронского нагорья, в то время как название современного поселка было выбрано из-за его близости к Бейт-Джала, возможно, искаженное Гило.
При строительстве в Гило археологи обнаружили крепость и сельхозинвентарь периода первого храма. Между Гило и парком Гиват-Канада они обнаружили останки фермы и могилы периода второго храма. Были обнаружены также римские и византийские останки.

### Современная эпоха
Во время арабо-израильской войны 1948 года египетская армия дислоцировала свою артиллерию в Гило, и подвергала Западный Иерусалим мощному обстрелу. Попытка наступления на Иерусалим из Гило провалилась в жестокой битве. Кибуц Рамат-Рахель, расположенный к северо-востоку от Гило, переходил из рук в руки три раза, и, в конечном счете, остался частью Израиля, но Гило оставался на иорданской стороне «зеленой линии» до 1967 года.
Гило был создан в 1973 году. По данным израильского муниципального планировщика, большинство земель Гило земли было законно приобретено евреями до Второй Мировой Войны, большей частью в 1930-х годах, и что еврейские землевладельцы не отказались от своей собственности на землю, когда этот район был захвачен Иорданцами в 1948 году. Согласно другим источникам, эти земли принадлежали палестинским деревням Шарафат, Бейт-Джала и Бейт-Сафафа.. После его расширения на протяжении многих лет, Гило сформировал клин между Иерусалимом и Бейт-Джала-Вифлеемом.

## Демография

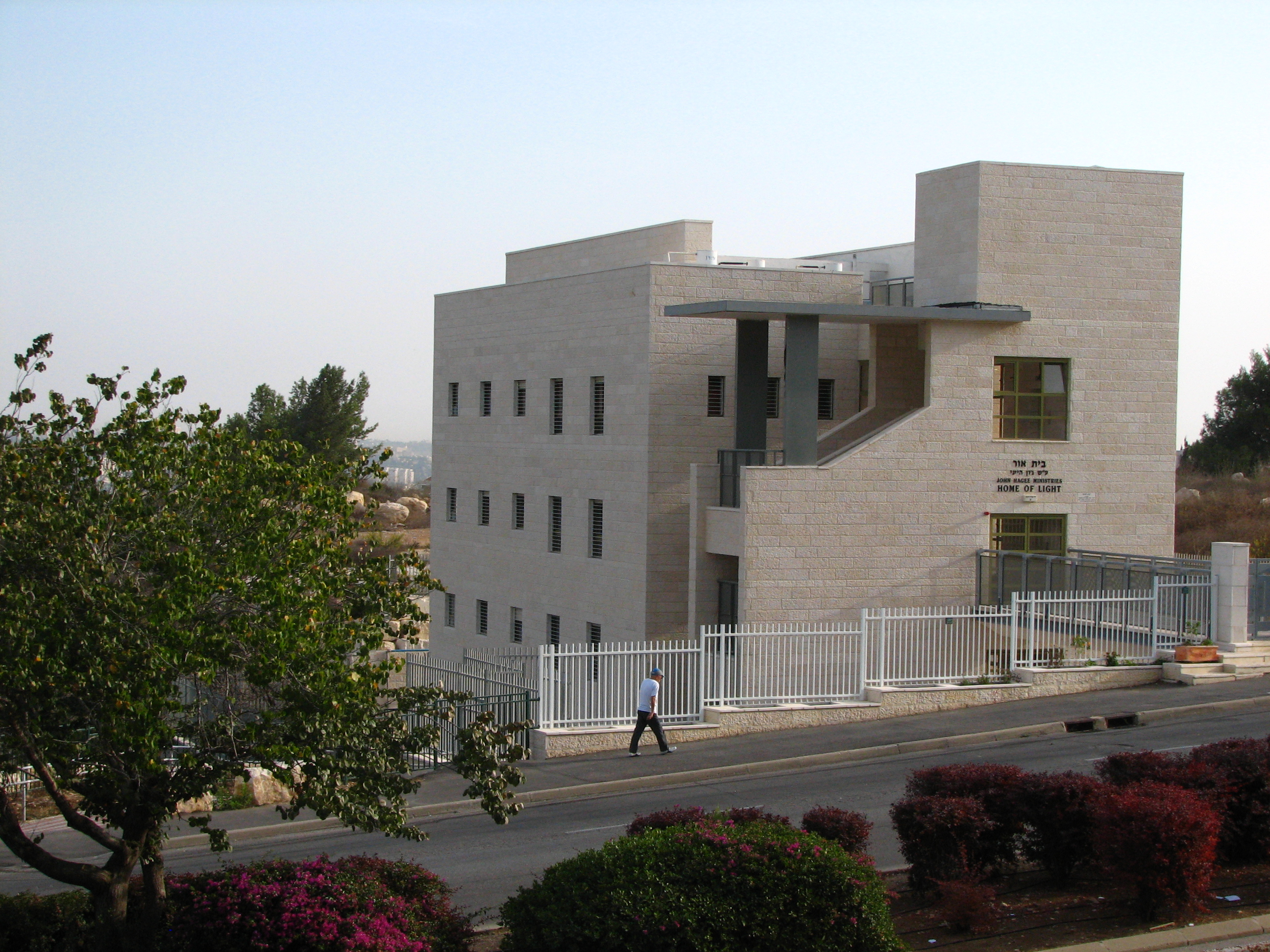
Хостель Бейт Ор

С момента своего создания, Гило предоставил жилье для новых еврейских иммигрантов со всего мира. Многие из тех, кто провел свои первые месяцы в Израиле иммигрантском хостеле в Гило (в том числе из Ирана, Сирии, Франции и Южной Америки) предпочли остаться в этом районе. После большого притока советских евреев в 1990-е годы, Гило впитала 15 % всех иммигрантов этой волны, поселившихся в Иерусалиме. Гило является смешанным сообществом религиозных и светских евреев, хотя семей харедим переезжает больше.